# 羅斯科韋茨
羅斯科韋茨，是阿爾巴尼亞西南部非夏爾州的一个市镇。该市镇包括4个行政分区，行政中心为羅斯科韋茨镇。市镇面積为118.08平方公里，2011年人口数量为21,742人，羅斯科韋茨镇的人口数量则为4,975人。